# Коломийська сіль
Коломи́йська сіль — сіль із копалень Покуття.
Центром Покуття вважалася Коломия, якій 1456 року було надане право соляного складу, тобто гуртового продажу солі місцевим купцям усіма прасолами, що переїжджають через місто.
Тамтешній спосіб виварювання солі на вільхових і дубових дровах засвідчується згадкою 1098 року у Києво-Печерському патерику.
Також згадка про коломийську сіль є у «Описі України» Гійома де Боплана 1660 року.